# 2012年の気象・地象・天象
2012年の気象・地象・天象（2012ねんのきしょう・ちしょう・てんしょう）では、2012年（平成24年）の気象・地象・水象・天象に関する出来事について記述する。
なお、2012年の地震については「Category:2012年の地震」を、2012年の台風については「2012年の台風」を参照のこと。
2011年の気象・地象・天象 - 2012年の気象・地象・天象 - 2013年の気象・地象・天象

## 気象

### 1月
- 1月10日 - ブラジル南東部リオデジャネイロ州などで2011年末から大雨、10日までに約30人死亡[1]。

### 2月
- 2月2日 – 北日本から西日本にかけての日本海側で大雪（2日にピーク）[2]。3日現在、全国の観測地点287か所のうち76か所（26%）で平年値の2倍以上の積雪[3]。16日までに死者103人[4]。
- 2月3日 – オーストラリア東部で大雨による大規模な洪水、1万人以上が孤立[5]。
- 2月上旬 – ヨーロッパ各地やウクライナで厳しい寒波、4日までに死者220人。東ヨーロッパで最低気温が氷点下35℃を下回る[6]。
- 2月19日 - 菅平（長野県）で氷点下29.2℃を観測。また本州12箇所で最低気温を更新[7]。
- 2月28日 – アメリカ合衆国中西部で28日夜から29日未明にかけて竜巻発生、少なくとも12人死亡、100人以上けが[8]。
- 2月29日 - 関東・甲信の広い範囲で降った雪で280人以上がけが[9]。

### 4月
- 4月3日 – 急速に発達した低気圧が日本海を北東へ進み、九州から東北にかけて「台風並み」の暴風雨、東北の高地や北海道では暴風雪。3人死亡、293人けが[10][11]（詳細は2012年4月の低気圧を参照）。

### 5月
- 5月2日 - 北海道旭川市の旭川地方気象台が、神楽岡公園内のエゾヤマザクラの標本木が午前に開花し、午後に満開となったことを発表した[12][13]。1953年に気象庁が生物季節観測を始めてから、さくらの開花と満開を同日に発表するのは本例が全国で初めての事例。
- 5月5日 – ネパール中西部で洪水、少なくとも13人死亡[14]。
- 5月6日 – 茨城県と栃木県を中心にこの日午後、天候が大荒れとなり、竜巻（藤田スケール：F3）・大型突風が襲ったことにより7都県で計1900棟以上の建物が損壊、茨城県つくば市では男子中学生が死亡し、計61人がけがを負った（つくば竜巻）[15][16][17]。

### 6月
- 6月27日 - バングラデシュで5日間にわたり集中豪雨、27日までに少なくとも100人死亡[18]。
- 6月29日 - アメリカ合衆国東部で暴風雨、30日までに13人死亡[19]。

### 7月
- 7月2日 - インド北東部で6月から大河が氾濫、洪水により2日までに77人死亡[20]。
- 7月5日 -青森県弘前市で竜巻（藤田スケール：F1）が発生、63棟に被害が出た[21][22]。
- 7月7日 - ロシア南部クラスノダール地方で大雨による大規模な洪水が発生、少なくとも80人死亡[23]。
- 7月8日-12日 - グリーンランドで地表面氷床の融解が氷床全体の40%から97%まで拡大[24]。
- 7月12日 - 大分県と熊本県で梅雨末期の豪雨が発生[25]。
- 7月15日 - 11日から14日にかけて大分・熊本を中心に九州北部を襲った今回の記録的大雨に気象庁は平成24年7月九州北部豪雨と命名した[26] 。
- 7月22日 - 中国北京市で豪雨となり、観測史上最大の雨量212mm(郊外では460mm)を観測。77人が死亡[27]。
- 7月30日 – 北朝鮮で18日から25日に起きた豪雨による洪水で88人死亡[28]。

### 10月
- 10月30日 - 米ニュージャージー州南部にハリケーン・サンディが上陸。米、カナダで死者33人[29]。

### 11月
- 11月27日 - 発達した低気圧の影響で北海道を中心に北日本で暴風雪を伴う大荒れの天気となり、北海道襟裳岬で42.1m、北海道室蘭市で39.7mの最大瞬間風速を記録。また、北海道登別市では雪の重みと強風で送電鉄塔が1基倒壊、室蘭市では送電線が断線するなどしたため、この2市を中心に胆振地方の広範囲にわたって最大約56,000世帯で一時停電となり、交通機関や病院診療などに影響が出た[30][31]。

### 12月
- 12月4日 – フィリピン南部を台風24号が直撃、16日までに死者1020人、被災者620万人[32]。
- 12月22日 - 南極の昭和基地で約9年ぶり（2004年1月1日）に降雨を観測[33]。
- 12月23日 - ウクライナで1週間以上続く寒波、83人死亡[34]。
- 12月25日 - ロシアで10日以上続く寒波、120人以上死亡[35]。
- 12月27日 - 寒波の影響により、北海道から四国にかけて60地点で12月としての最低気温を更新。青森県酸ヶ湯では積雪が297cmに達し、12月としての積雪記録を更新[36]。

## 地象
M5～6クラスの地震が多数発生した。最大震度は5強（4回）で、最大規模はM7.3（12月7日：三陸沖）であった。

### 1月
- 1月1日 – 鳥島近海でM7.0（深さ370km）の地震発生、関東から東北で震度4[37]
- 1月11日 - インドネシア・スマトラ島沖でM7.3の地震発生[38]（スマトラ島沖地震 (2012年1月)を参照）。
- 1月19日 - イラン北東部でM5.5の地震発生、負傷者100人[39]。
- 1月28日 - 富士山から北東30㎞の場所で29日にかけてM5前後の地震が4回発生[40]。
- 1月30日 - ペルーでM6.3の地震発生、負傷者96人[41]。

### 2月
- 2月2日 - バヌアツ沖でM6.9の地震発生[42]。
- 2月6日 – フィリピン中部でM6.8の地震発生、死者43人[43]（ネグロス島沖地震を参照）。

### 3月
- 3月12日 - 鹿児島県桜島で13日にかけて爆発的噴火、2合目まで噴石が飛ぶ[44]。
- 3月14日 – 三陸沖を震源とするM6.9の地震発生、青森県八戸港で20cm、北海道えりも町、青森県むつ市などで10cmの津波を観測。（三陸沖地震 (2012年3月)を参照）約3時間後、千葉県東方沖を震源とするM6.1の地震発生、千葉県銚子市、茨城県神栖市で震度5強を観測[45]、千葉県で2人死傷、銚子市で液状化を確認[46]（千葉県東方沖地震 (2012年)を参照）。
- 3月20日 - メキシコ南部でM7.4の地震発生[47]（メキシコ南部地震 (2012年3月)を参照）。

### 4月
- 4月11日
  - インドネシアのスマトラ島沖でM8.6の地震発生、スマトラ島で津波が発生した[48]（スマトラ島沖地震 (2012年4月)を参照）。
  - メキシコ中西部でM6.5の地震発生(ミチョアカン地震を参照)。
- 4月12日 - メキシコのバハカリフォルニア州周辺でM7.1の地震発生[49]。
- 4月16日 - メキシコのポポカテペトル山が噴火[50]。

### 5月
- 5月20日 - イタリア北部地震
- 5月20日 – 鹿児島市桜島で爆発的噴火[51]。
- 5月29日 - イタリア北部でM5.8の地震、少なくとも15人死亡[52]。

### 6月
- 6月11日 - アフガニスタンでM5.7の地震発生、80-90人死亡[53]。
- 6月24日 – 中国雲南省麗江市と四川省涼山イ族自治州の境界付近でM5.7の地震、死者4人[54]。

### 8月
- 8月6日 - ニュージーランド北島のトンガリロ山が噴火[55]。
- 8月11日 - イラン北西部でM6.4と、M6.3の地震があり、死者は250人以上[56]。
- 8月16日 - 択捉島の焼山が噴火[57]。
- 8月31日 - フィリピン沖でM7.6の地震発生、津波注意報が岩手県から沖縄県に発令[58]。八丈島で0.5mのほか、伊豆諸島、小笠原諸島、沖縄県、関東地方から九州地方にかけての太平洋沿岸で津波を観測[59]。東日本大震災以後の国内の津波としては最大。

### 9月
- 9月5日 – 中米コスタリカでM7.6の地震発生[60]。
- 9月7日 - 中国南西部でM4.8-5.6の地震が4回発生、80人以上死亡[61]。
- 9月8日 - 中米ニカラグアのサンクリストバル山が3回噴火[62]。

### 10月
- 10月28日 - カナダ西方沖でM7.7の地震発生。ハワイで津波を観測[63]。

### 11月
- 11月7日 - 中米グアテマラでM7.4の地震発生。48人が死亡[64]。
- 11月11日 - ミャンマーでM6.8の地震、少なくとも13人死亡、50人負傷[65]。
- 11月21日 - ニュージーランドのトンガリロ山が115年ぶりに噴火[66]。
- 11月27日 - カムチャッカ半島のプロスキイ・トルバチク火山が噴火。

### 12月
- 12月7日 - 三陸沖を震源とするM7.3の地震発生。宮城県石巻市で1mの津波観測[67]（三陸沖地震 (2012年12月)を参照）。東日本大震災本震以後最大の津波。
- 12月10日 - 台風被災直後のミンダナオ島でM5.8の地震。
- 12月10日 - インドネシア沖でM7.1の地震発生[68]。
- 12月22日 - 南米のコパウエ火山が噴火[69]。

## 水象

### 2月
- 2月4日 – 長野県の諏訪湖で御神渡りが4年ぶりに確認[70]。

### 11月
- 11月11日 – イタリア北部が強い風雨、ベネチアで海水が通常の水位より149センチ上昇し市中心部の約70%が冠水[71]。

## 天象

### 1月
- 1月25日 – ノルウェー北部で24日夜から25日にかけて、太陽の大規模なコロナガス噴出に起因する磁気嵐の影響と思われるオーロラが観測された[72][73]。

### 2月
- 2月26日 - 木星における水星の日面通過。

### 3月
- 3月7日 - 太陽フレアX5.4発生。
- 3月28日 - 土星における水星の日面通過。

### 5月
- 5月5日 - スーパームーンが世界各地で観測される[74]。
- 5月6日 - 土星における金星の日面通過。
- 5月21日 - 金環日食[75]。中心食の観測域が中国の南部や日本列島を横断、最終的に到達したアメリカ西部では夕刻の中での観測となった。

### 6月
- 6月4日 - 部分月食
- 6月5日 - 6日 - 地球における金星の日面通過[76]。2004年以来8年ぶりの観測、次回は105年後。
- 6月14日 - 直径約500mの地球近傍天体2012 LZ1（英語版）が地球近傍を通過[77]。
- 6月25日- 土星における水星の日面通過。

### 7月
- 7月15日 - 木星食

### 8月
- 8月14日 - 金星食。日本で好条件の観測は1989年12月2日以来のこと[78]。

### 9月
- 9月20日 - 木星における金星の日面通過。
- 9月22日 - 土星における水星の日面通過。

### 11月
- 11月14日 - 皆既日食（オーストラリア北部など）
- 11月28日 - 半影月食

### 12月
- 12月18日 - 金星における水星の日面通過。
- 12月21日 - 土星における金星の日面通過。